# Pedro Pacheco (Fußballspieler)
Pedro Miguel Salgadinho Pacheco Melo (* 27. Juni 1984 in Ponta Delgada, Azoren) ist ein kanadischer Fußballspieler. Seit 2010 spielt er für den portugiesischen Verein CD Santa Clara.
Der in Portugal geborene defensive Mittelfeldspieler hat kanadische Vorfahren und seine Jugend in dem nordamerikanischen Land verbracht.

## Vereinskarriere
Pedro Pacheco stammt aus Ponta Delgada von der Azoreninsel São Miguel. Seine Karriere als Fußballer begann er bei dem regionalen Klub Vitória Clube do Pico da Pedra. 2003 wechselte er in die zweite Liga Portugals zu CD Santa Clara, wurde dort aber während der Saison 2003/2004 nur zweimal eingesetzt.
In den folgenden drei Jahren spielte er für die beiden Vereine SC Lusitânia und CD Operário in der dritten portugiesischen Liga. Anschließend wechselte wieder zu Santa Clara. Dort wurde er Teil der Stammmannschaft des Vereins.
Pacheco verließ 2009 die Azoren und wechselte zu CD Nacional. Durchsetzen konnte er sich dort aber nicht und kehrte ein Jahr später zu Santa Clara zurück.

## Nationalmannschaft
Aufgrund seiner Herkunft ist Pacheco für die Kanadische Fußballnationalmannschaft spielberechtigt. Am 14. Mai 2010 wurde er für die beiden Freundschaftsspiele gegen Argentinien und Venezuela in den Kader der Nationalmannschaft berufen. Im Spiel gegen Argentinien gab er sein Länderspieldebüt.